# Крупка молочно-белая
Крупка молочно-белая (лат. Draba lactea) — растение рода Крупка (Draba) семейства Капустные (Brassicaceae).

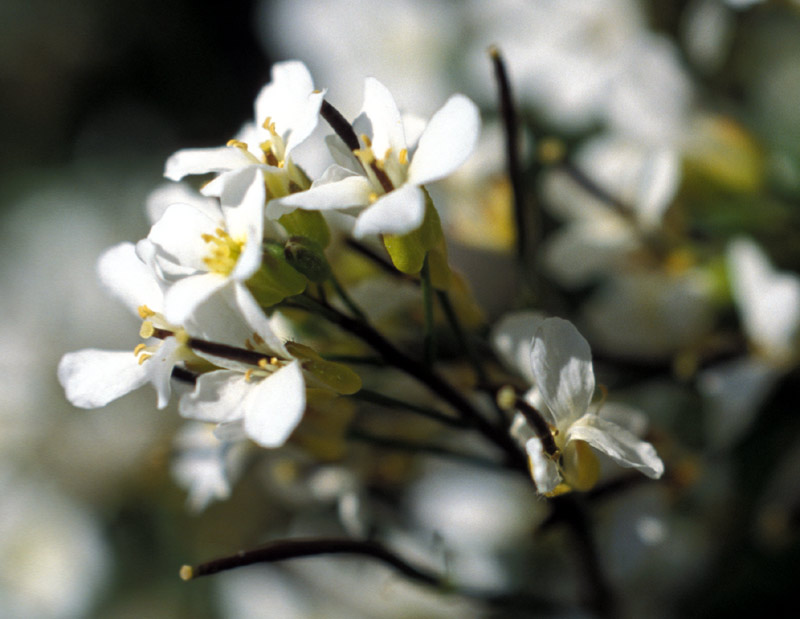
Соцветие

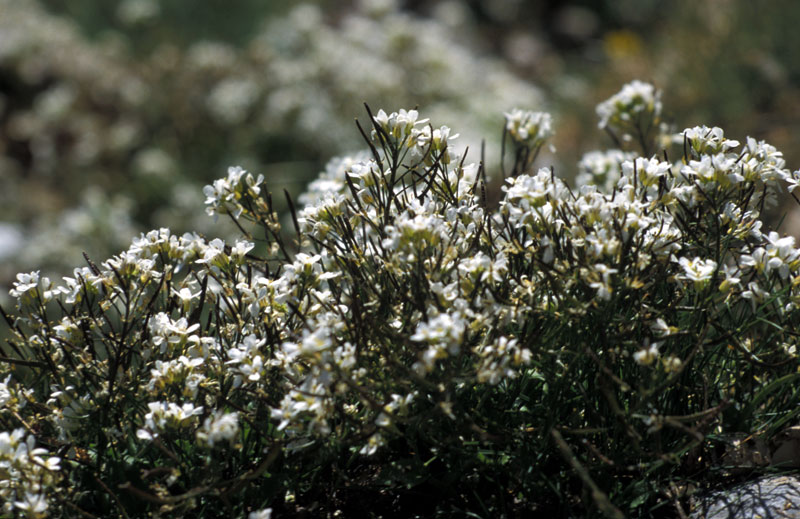
Общий вид растения

Растение распространено по всей Арктике. Его ареал простирается южнее арктических областей в горных районах России (в Хибинах), Норвегии и Канады.
Молочно-белая крупка — растение высотой 2—5 см с голыми стеблями и листьями, покрытыми волосками, разными на поверхности и краях листа. На каждом стебле растёт множество цветов белого цвета.